# Communauté de communes des Portes de la Brie
Die Communauté de communes des Portes de la Brie war ein französischer Gemeindeverband (Communauté de communes) im Département Seine-et-Marne und der Region Île-de-France. Er wurde im Dezember 2011 gegründet. Der Gemeindeverband wurde aufgelöst, als er am 1. Juni 2013 mit den Gemeindeverbänden Communauté de communes de la Plaine de France und Communauté de communes du Pays de la Goële et du Multien zum neuen Gemeindeverband Communauté de communes Plaines et Monts de France fusionierte.

## Mitglieder
- Claye-Souilly
- Annet-sur-Marne
- Charmentray
- Charny
- Fresnes-sur-Marne
- Gressy
- Iverny
- Le Plessis-aux-Bois
- Messy
- Précy-sur-Marne
- Saint-Mesmes
- Villeroy
- Villevaudé